# Arquidiocese de Chihuahua
A Arquidiocese de Chihuahua (Archidiœcesis Chihuahuensis) é uma circunscrição eclesiástica da Igreja Católica situada em Chihuahua, México. Seu atual arcebispo é Constancio Miranda Weckmann. Sua Sé é a Catedral de Santa Cruz de Chihuahua.
Possui 85 paróquias servidas por 160 padres, contando com 1 490 122 habitantes, com 93,7% da população jurisdicionada batizada (1 395 855 batizados).

## História
A evangelização do que é hoje o estado de Chihuahua começou na segunda metade do século XVI, começando com a fundação da primeira paróquia, a de Santa Bárbara, por volta de 1564. Inicialmente, o território dependia da diocese de Guadalajara, até 1620, quando a diocese de Guadiana ou Nueva Vizcaya foi erguida, com sede na cidade de Durango, que tinha jurisdição sobre um imenso território, incluindo o estado de Chihuahua.
No início do século XIX, o bispo Castañiza y González estabeleceu uma vigararia in capita em Chihuahua, correspondendo aos vigários forâneos de hoje, à frente do qual era o pároco da cidade de Chihuahua, com jurisdição sobre todo o estado.
A Diocese de Chihuahua foi erigida em 23 de junho de 1891 pela bula Illud in primis do Papa Leão XIII, recebendo o território da diocese de Durango, que nesse momento era elevada à arquidiocese metropolitana, tendo por sufragânea a sé de Chihuahua.
Em 6 de maio de 1950 e em 10 de abril de 1957 cedeu partes do seu território para a ereção, respectivamente, da missão sui iuris de Tarahumara (hoje diocese) e da Diocese de Ciudad Juárez.
Em 22 de novembro de 1958 a diocese foi elevada à dignidade de arquidiocese metropolitana pela bula Supremi muneris do Papa João XXIII.
Em 8 de janeiro de 1959 com a bula Cum venerabilis o Papa João XXIII instituiu o Capítulo da catedral.
Em 15 de outubro de 1963, expandiu-se com os municípios de Ojinaga, Coyame del Sotol, Manuel Benavides e Guerrero pertencentes à diocese de Ciudad Juárez.
Em 25 de abril de 1966, cedeu uma parte de seu território em benefício da ereção da Prelazia Territorial de Madera.
Cedeu outra parte do seu território, em 11 de maio de 1992, para o benefício da ereção da Diocese de Parral.
Em 17 de novembro de 1995 transferiu uma parte adicional do território para a Prelazia Territorial de Madera, que nesse momento é elevada à diocese e passa a se denominar Diocese de Cuauhtémoc-Madera.

## Prelados
| #                      | Nome                               | Período     | Notas                                                              |
| Arcebispos             | Arcebispos                         | Arcebispos  | Arcebispos                                                         |
| ---------------------- | ---------------------------------- | ----------- | ------------------------------------------------------------------ |
| 4º                     | Constancio Miranda Weckmann        | 2009 -      | Atual                                                              |
| 3º                     | José Fernández Arteaga             | 1991 - 2009 |                                                                    |
| 2º                     | Adalberto Almeida y Merino         | 1969 - 1991 |                                                                    |
| 1º                     | Antonio Guízar y Valencia          | 1958 - 1969 |                                                                    |
| Arcebispos-coadjutores |                                    |             |                                                                    |
|                        | José Fernández Arteaga             | 1988 – 1991 |                                                                    |
|                        | Luis Mena Arroyo                   | 1964 – 1969 | Não assumiu, nomeado Arcebispo (título pessoal) auxiliar do México |
| Bispos                 |                                    |             |                                                                    |
| 3º                     | Antonio Guízar y Valencia          | 1920 - 1958 | Elevado à Arcebispo                                                |
| 2º                     | Nicolás Pérez Gavilán y Echeverría | 1902 - 1919 |                                                                    |
| 1º                     | José de Jesús Ortíz y Rodríguez    | 1893 - 1901 | Nomeado Arcebispo de Guadalajara                                   |
| Bispo-auxiliar         |                                    |             |                                                                    |
|                        | Francisco Espino Porras            | 1943 - 1961 |                                                                    |